# Scotolemon jaqueti
Scotolemon jaqueti is een hooiwagen uit de familie Phalangodidae.